# Szentgotthárd
Szentgotthárd (în slovenă Monošter) este un oraș în districtul Szentgotthárd, județul Vas, Ungaria, având o populație de 8.629 de locuitori (2011).
Localitatea este denumită după Sfântul Gotthard⁠(en)[traduceți].

## Demografie
Componența etnică a orașului Szentgotthárd
     Maghiari (86,86%)
     Sloveni (7,46%)
     Germani (4,38%)
     Necunoscut (0,37%)
     Alții (0,92%)
Componența confesională a orașului Szentgotthárd
     Romano-catolici (63,67%)
     Fără religie (5,82%)
     Reformați (3,58%)
     Luterani (1,95%)
     Necunoscută (24,12%)
     Alte religii (1,59%)
Conform recensământului din 2011, orașul Szentgotthárd avea 8.629 de locuitori. Din punct de vedere etnic, majoritatea locuitorilor (86,86%) erau maghiari, existând și minorități de sloveni (7,46%) și germani (4,38%). Apartenența etnică nu este cunoscută în cazul a 0,37% din locuitori.  Din punct de vedere confesional, majoritatea locuitorilor (63,67%) erau romano-catolici, existând și minorități de persoane fără religie (5,82%), reformați (3,58%) și luterani (1,95%). Pentru 24,12% din locuitori nu este cunoscută apartenența confesională.